# آلبان (کلمبیا)
آلبان (انگلیسی: Albán) نام شهری در کشور کلمبیا است.